# Green-Nunatak
Der Green-Nunatak ist ein rund 1800 m hoher Nunatak in der antarktischen Ross Dependency. In den westlichen Churchill Mountains ragt er am nördlichen Ende der Wallabies-Nunatakker auf.
Das New Zealand Antarctic Place-Names Committee benannte ihn 2003 nach Edwin Neville Green, Techniker im Geomagnetikprojekt auf der Hallett-Station im antarktischen Winter 1964.